# Зліт (фільм, 1932)
«Зліт» (англ. Swing High) — американський короткометражний документальний фільм режисера Джека Каммінгса 1932 року. У 1932 році фільм був номінований на премію «Оскар» за найкращий ігровий новаторський короткометражний фільм.

## Сюжет
Знаменита група повітряних гімнастів «The Flying Codonas» здійснює неймовірні трюки високо в небі і без страховки.

## У ролях
- The Flying Codonas — камео
- Піт Сміт — оповідач
- Едвард Кодона — камео
- Лало Кодона  — камео
- Альфредо Кодона  — камео
- Віра Кодона  — камео